# Haava (Tartu)
Haava (Duits: Hawa) is een plaats in de Estlandse gemeente Tartu vald, provincie Tartumaa. De plaats heeft de status van dorp (Estisch: küla) en telt 78 inwoners (2021).
Haava ligt ongeveer 5 km ten noorden van Kõrveküla, de hoofdplaats van de gemeente.

## Geschiedenis
Haava werd in 1782 voor het eerst genoemd onder de Duitse naam Hawa. Het landgoed Haava is ouder en werd in 1760 afgesplitst van het landgoed van Vesneri. In 1783 kwamen de beide landgoederen alweer in één hand. Ernst Oskar Heinrich von Stryk was de laatste eigenaar totdat het landgoed in 1919 werd onteigend door het onafhankelijk geworden Estland.
In 1939 kreeg de plaats de status van dorp. In 1977 werd het buurdorp Engevere bij Haava gevoegd.